# Александровка (Нижньоломовський район)
Алекса́ндровка (рос. Александровка) — присілок у складі Нижньоломовського району Пензенської області, Росія.
Населення — 67 осіб (2010; 85 у 2002).
Національний склад станом на 2002 рік:
- росіяни — 98 %